# Разъезд 61 км
Разъезд 61 км — посёлок в Карталинском районе Челябинской области России. Входит в состав Сухореченского сельского поселения.

## География
Расположен в восточной части района. Действует одноимённый остановочный пункт Южно-Уральской ЖД. Расстояние до районного центра города Карталы 7 км.

## История
Основан не ранее 1939 года. 

## Население
| 2002 | 2010 |
| ---- | ---- |
| 39   | ↘25  |

## Улицы
- Железнодорожная.